# ゆうきまさみの漫画作品一覧
ゆうきまさみの漫画作品一覧（ゆうきまさみのまんがさくひんいちらん）では、漫画家・ゆうきまさみの漫画作品を一覧としてまとめる。
- ソート順は原則として五十音順で指定しているが、一部例外もある。詳細は凡例を参照。

## 漫画作品
作品一覧ではソート可能な表を使用しており、昇順ソート後に以下の目次を使用することにより、作品検索が行える。目次は昇順ソート時にソート対象に対してのみ有効に機能する。デフォルトでは発表順となっているため発表年目次のみが有効であり、その他の目次は正しく機能しない。他の目次を利用するに際には、事前に対応する列での昇順ソートをする必要がある。
| 種類         | 目次リンク                                                        | 目次リンク                                                        | 使用前に ソートする列 | ソート結果                                                                      |
| ------------ | ----------------------------------------------------------------- | ----------------------------------------------------------------- | --------------------- | ------------------------------------------------------------------------------- |
| 発表年代目次 | 1970年代・1980年代・1990年代前半 1990年代後半・2000年代・2010年代 | 1970年代・1980年代・1990年代前半 1990年代後半・2000年代・2010年代 | N列 （デフォルト）    | 発表年順。詳細は#N欄を参照。                                                    |
| 五十音順目次 | あ・か・さ・た・な・は・ま・や・ら・わ                            | -                                                                 | タイトル列            | 50音順。詳細は#タイトル欄を参照。                                               |
| 五十音順目次 | あ・か・さ・た・な・は・ま・や・ら・わ                            | 不明・同人誌                                                      | 発行列                | 50音順。詳細は#発行欄を参照。                                                   |
| 五十音順目次 | あ・か・さ・た・な・は・ま・や・ら・わ                            | 同人誌                                                            | 掲載誌列              | 50音順+末尾に貸本をまとめて。詳細は#掲載誌欄を参照。                            |
| 形式別目次   | 連載・読み切り                                                    | 連載・読み切り                                                    | 種列                  | 作品の発表形式別に左記の順で。詳細は#種欄を参照。                               |
| 収録別目次   | 単独単行本・短編集・未収録                                        | 単独単行本・短編集・未収録                                        | 収列                  | e列およびC列では扱わない単行本への収録単行本を左記の順で。詳細は#収録欄を参照。 |
| 収録別目次   | 短編集・未収録                                                    | 短編集・未収録                                                    | e列                   | 『early days』への収録順で。詳細は#収録欄を参照。                               |
| 収録別目次   | 短編集・未収録                                                    | 短編集・未収録                                                    | C列                   | 『年代記』への収録順で。詳細は#収録欄を参照。                                   |

- 収欄で用いている略号対応については#単行本を参照。なお略号をクリックすれば#単行本の該当書籍の情報へと飛ぶ。
- 各列見出しのリンクからは凡例に移動。またN欄の▲からは作品検索用目次に、▼からは単行本の一覧へと移動する。また右端にある↑・↓からは一つ上・下の小見出し列に移動できる。
- 2023年5月現在。

|  | 連載 |  | 読み切り |  |  | ソート時の小見出し（非データ） |

| N   | タイトル                                              | 種   | 発行     | 掲載誌                                                                                              | 収        | e    | C  | 備考                                                               |
| --- | ----------------------------------------------------- | ---- | -------- | --------------------------------------------------------------------------------------------------- | --------- | ---- | -- | ------------------------------------------------------------------ |
| ▲   | Ｚ                                                    | Ｚ   | Ｚ       | 1970年代                                                                                            | Ｚ        | Ｚ   | Ｚ | ■ ↓                                                                |
| ▼   | タイトル                                              | 種   | 発行     | 掲載誌                                                                                              | 収        | e    | C  | 備考                                                               |
| 001 | 地球よ、ヤマトは帰って来た                            | 読切 | 試衛館   | 同人誌（1977年08月執筆）                                                                            | 未        | 未   | 未 | －                                                                 |
| 002 | メガンダーロボ                                        | 読切 | －       | 同人誌『サード』Vol.1（1977年12月執筆）                                                             | 未        | 未   | 未 | －                                                                 |
| 003 | たった一夜のページェント                              | 読切 | －       | 同人誌『コミケル』Vol.1（1978年12月執筆）                                                           | 未        | 未   | 未 | －                                                                 |
| 004 | あにめりあ1                                           | 読切 | －       | 同人誌『サード』Vol.4（1979年01月執筆）                                                             | 未        | 未   | 未 | －                                                                 |
| 005 | 変身! ミラクルマークAct.1                             | 読切 | －       | 同人誌『コミケル』Vol.2（1979年04月執筆）                                                           | 未        | 未   | 未 | －                                                                 |
| 006 | 無益超人どコンジョー3                                 | 読切 | －       | 同人誌『別冊サードコミック1』（1979年07月執筆）                                                     | 未        | 未   | 未 | －                                                                 |
| 007 | いまごろあいつ                                        | 読切 | －       | 同人誌『別冊サードコミック1』（1979年07月執筆）                                                     | 未        | 未   | 未 | －                                                                 |
| 008 | 地球よ、ヤマトは帰って来た2                           | 読切 | －       | 同人誌『試衛館』Vol.5（1979年08月執筆）                                                             | 未        | 未   | 未 | －                                                                 |
| 009 | 変身! ミラクルマークAct.2 〜くちびるにバラ            | 読切 | －       | 同人誌『コミケル』Vol.3（1979年12月執筆）                                                           | 未        | 未   | 未 | －                                                                 |
| ▲   | Ｚ                                                    | Ｚ   | Ｚ       | 1980年代前半                                                                                        | Ｚ        | Ｚ   | Ｚ | ↑ ↓                                                                |
| ▼   | タイトル                                              | 種   | 発行     | 掲載誌                                                                                              | 収        | e    | C  | 備考                                                               |
| 010 | ざ・ライバル                                          | 読切 | みのり   | 月刊OUT 1980年04月号                                                                                | ぱ-18     | 2-13 | － | デビュー作 初出では4pの持込作品を1pと4pの2pだけで掲載              |
| 011 | コミューンNo.0                                        | 読切 | －       | 同人誌『コミケル』号外（1980年05月執筆）                                                            | 未        | 未   | 未 | －                                                                 |
| 012 | 堕ちたる天使                                          | 読切 | みのり   | 月刊OUT 1980年07月号                                                                                | ぱ-02     | －   | － | －                                                                 |
| 013 | 堕ちたる天使 回天編                                   | 読切 | みのり   | 月刊OUT 1980年08月号                                                                                | ぱ-03     | －   | － | －                                                                 |
| 014 | イデ（理念）は燃えているか                            | 読切 | みのり   | 月刊OUT 1980年09月号                                                                                | ぱ-04     | 2-14 | － | －                                                                 |
| 015 | 受は人類を救っちゃう!!                                | 読切 | みのり   | 月刊OUT 1980年10月号                                                                                | ぱ-06     | 2-16 | － | －                                                                 |
| 016 | 「ファンダム」大地に堕つ!!                            | 読切 | みのり   | 月刊OUT 1980年11月号                                                                                | ぱ-07     | 2-17 | － | －                                                                 |
| 017 | ど貴族物語                                            | 連載 | みのり   | 月刊OUT 1980年12月号 - 1981年03月号                                                                 | ぱ-08     | －   | － | －                                                                 |
| 018 | 末路                                                  | 読切 | みのり   | 月刊OUT 1981年04月号                                                                                | ぱ-09     | －   | － | 「ど貴族物語」の楽屋落ち的な後日談                                 |
| 019 | 神霊                                                  | 読切 | －       | 同人誌『DORONT』1（1981年04月執筆）                                                                 | 未        | 未   | 未 | －                                                                 |
| 020 | わたしはこうしてマンガした                            | 読切 | －       | 同人誌『DORONT』3（1981年12月執筆）                                                                 | 未        | 未   | 未 | －                                                                 |
| 021 | イデは燃えてますよ!                                   | 読切 | みのり   | 月刊OUT 1982年02月号別冊付録                                                                        | ぱ-05     | 2-15 | － | －                                                                 |
| 022 | 猫の目探偵舎の事件簿                                  | 読切 | －       | 同人誌『82年ゆうきまさみカレンダー』（1981年12月執筆）                                              | 未        | 未   | 未 | －                                                                 |
| 023 | 某誌編集部の一生                                      | 読切 | みのり   | 月刊OUT 1982年06月号                                                                                | ぱ-10     | 2-18 | － | －                                                                 |
| 024 | St.ミカエル号の受難                                   | 読切 | ラポート | アニメック 24号（1982年6月1日号）                                                                   | ル-4      | 2-03 | 01 | －                                                                 |
| 025 | イデオンマイナーノート                                | 読切 | みのり   | OUT増刊 アニメ・パロディ・コミックス（1982年07月増刊号）                                            | ぱ-16     | 2-24 | － | －                                                                 |
| 026 | ぼくのプロフィール                                    | 読切 | みのり   | OUT増刊 アニメ・パロディ・コミックス（1982年07月増刊号）                                            | ぱ-20     | 2-26 | － | －                                                                 |
| 027 | 本格学園まんぐわっっっ のけぞれ! 青春                 | 読切 | みのり   | OUT増刊 アニメ・パロディ・コミックス（1982年07月増刊号）                                            | ぱ-19     | 2-12 | － | －                                                                 |
| 028 | ときどきの雑記帳                                      | 読切 | みのり   | 月刊OUT 1982年08月号                                                                                | ぱ-11     | 2-19 | － | －                                                                 |
| 029 | 恐怖の疾走                                            | 読切 | みのり   | 月刊OUT 1982年09月号                                                                                | ぱ-12     | 2-20 | － | －                                                                 |
| 030 | マイナーノート補足                                    | 読切 | みのり   | 月刊OUT 1982年10月号                                                                                | ぱ-17     | 2-25 | － | －                                                                 |
| 031 | あやかし坂 異聞                                       | 読切 | ラポート | アニメック 26号（1982年10月1日号）                                                                  | ル-5      | 2-04 | － | －                                                                 |
| 032 | 頭上の脅威                                            | 読切 | みのり   | 月刊OUT 1982年11月号                                                                                | ぱ-13     | 2-21 | － | －                                                                 |
| 033 | 頭上の脅威2                                           | 読切 | みのり   | 月刊OUT 1982年12月号                                                                                | ぱ-14     | 2-22 | － | －                                                                 |
| 034 | マジカル ルシイ                                       | 連載 | ラポート | アニメック 27号（1982年12月1日号） - 1983年12月号                                                   | ル-2      | 2-01 | － | －                                                                 |
| 035 | 頭上の脅威3                                           | 読切 | みのり   | 月刊OUT 1983年01月号                                                                                | ぱ-15     | 2-23 | － | －                                                                 |
| 036 | ヤマトタケルの冒険                                    | 連載 | みのり   | OUT増刊 アニパロ・コミックス2（1983年01月増刊号）・4（12月増刊号）                                  | ヤ-1      | 1-07 | － | 本誌『OUT』を跨いでの連載                                          |
| 037 | 僕、最近悩んでるんです                                | 読切 | みのり   | OUT増刊 アニパロ・コミックス2（1983年01月増刊号）                                                   | 未        | 未   | 未 | －                                                                 |
| 038 | ピピン!                                               | 読切 | －       | 同人誌『DORONT』番外編（1982年12月執筆）                                                            | 未        | 未   | 未 | －                                                                 |
| 039 | ヤマトタケルの冒険                                    | 連載 | みのり   | 月刊OUT 1983年02月号 - 08月号                                                                       | ヤ-2      | 1-08 | － | 増刊『アニパロ』を跨いでの連載                                     |
| 040 | お楽しみはこれだけだった                              | 読切 | －       | 同人誌『DORONT』5（1983年03月執筆）                                                                 | 未        | 未   | 未 | －                                                                 |
| 041 | ヒロイック・ファンタズム                              | 読切 | みのり   | OUT増刊 アニパロ・コミックス3（1983年06月増刊 ）                                                    | ア-6      | 1-04 | － | －                                                                 |
| 042 | パラレル・ミュージアム                                | 連載 | 徳間書店 | SFアドベンチャー 1983年07月号 - 12月号                                                              | 未        | 未   | 未 | －                                                                 |
| 043 | 予告編だよっ!                                         | 読切 | みのり   | 月刊OUT 1983年08月号                                                                                | 未        | 未   | 未 | －                                                                 |
| 044 | ドキュメント・ザブングル                              | 読切 | 不明     | 『ザブングル グラフィティ パンフレット』（1983年07月執筆）                                          | 未        | 未   | 未 | －                                                                 |
| 045 | ザブングル・ウォーズ                                  | 読切 | 不明     | 『ザブングル グラフィティ パンフレット』（1983年07月執筆）                                          | 未        | 未   | 未 | －                                                                 |
| 046 | 時をかける学園 （ねらわれたしょうじょ）               | 連載 | みのり   | 月刊OUT 1983年10月号 - 1984年10月号                                                                 | ぱ-01     | 2-11 | － | －                                                                 |
| 047 | 特撮グランドクロス                                    | 読切 | 朝ソノ   | 宇宙船 Vol.16（1983年AUTUMN）                                                                       | 未        | 未   | 未 | －                                                                 |
| 048 | 竜王宮への帰還                                        | 読切 | シャピオ | 『クリーム』1（1983年11月）                                                                         | ア-7      | 1-05 | － | －                                                                 |
| 049 | 夜がこわい                                            | 読切 | ラポート | まんがアニメック 1号（1984年1月5日号）                                                              | ル-6      | 2-06 | － | －                                                                 |
| 050 | カーテンコール                                        | 読切 | ラポート | まんがアニメック 1号（1984年1月5日号）                                                              | 未        | 未   | 未 | －                                                                 |
| 051 | あるいは、一部の人々の狂乱の日々                      | 読切 | みのり   | 月刊OUT 1984年04月号                                                                                | 未        | 未   | 未 | －                                                                 |
| 052 | 知世ちゃんへの手紙                                    | 読切 | 不明     | まんがの手帳15号（1984年03月執筆）                                                                  | 未        | 未   | 未 | －                                                                 |
| 053 | きまぐれサイキック                                    | 読切 | 小学館   | 週刊少年サンデー 25周年記念増刊号（1984年04月01日号）                                               | 異-8      | －   | 04 | －                                                                 |
| 054 | 読者のみなさん                                        | 読切 | みのり   | OUT増刊 アニパロコミックス5（1984年05月増刊号）                                                     | 未        | 未   | 未 | －                                                                 |
| 055 | そこに知世がいれば                                    | 読切 | ラポート | まんがアニメック 2号（1984年5月5日号）                                                              | ル-9      | 2-10 | － | －                                                                 |
| 056 | カーテンコール                                        | 読切 | ラポート | まんがアニメック 2号（1984年5月5日号）                                                              | 未        | 未   | 未 | －                                                                 |
| 057 | ヤマトタケルの冒険                                    | 連載 | みのり   | 『ヤマトタケルの冒険』（1984年06月）                                                                | ヤ-3      | 1-09 | － | 単行本描き下し                                                     |
| 058 | 日サンのトミノさん                                    | 読切 | 徳間書店 | アニメージュ 1984年07月号                                                                           | 未        | 未   | 未 | －                                                                 |
| 059 | CONTACT                                               | 読切 | ラポート | まんがアニメック 3号（1984年8月5日号）                                                              | ル-7      | 2-07 | 02 | －                                                                 |
| 060 | カーテンコール                                        | 読切 | ラポート | まんがアニメック 3号（1984年8月5日号）                                                              | 未        | 未   | 未 | －                                                                 |
| 061 | 原田知世さんに関する最近の日記                        | 読切 | ふゅぷろ | コミックボックスジュニア 9号（1984年9月号）                                                         | 未        | 未   | 未 | －                                                                 |
| 062 | 気まぐれデイウォッチ                                  | 読切 | みのり   | OUT増刊 アニパロコミックス6（1984年09月増刊号）                                                     | ア-2      | 1-02 | － | －                                                                 |
| 063 | ♡LY BLOOD                                             | 連載 | 小学館   | 週刊少年サンデー 1984年37号 - 41号                                                                  | 異-1      | －   | 05 | 短期集中連載                                                       |
| 064 | 風潮                                                  | 読切 | みのり   | 月刊OUT 1984年11月号                                                                                | ア-5      | 1-06 | － | －                                                                 |
| 065 | ナイトウォーカー                                      | 読切 | みのり   | OUT増刊 アニパロコミックス7（1984年12月増刊号 ）                                                    | ア-4      | 2-09 | － | －                                                                 |
| ▲   | Ｚ                                                    | Ｚ   | Ｚ       | 1980年代後半                                                                                        | Ｚ        | Ｚ   | Ｚ | ↑ ↓                                                                |
| ▼   | タイトル                                              | 種   | 発行     | 掲載誌                                                                                              | 収        | e    | C  | 備考                                                               |
| 066 | 鉄腕バーディー【旧版 第一部】                         | 連載 | 小学館   | 週刊少年サンデー増刊 1985年01月号 - 07月号                                                          | 旧B-1     | －   | － | 『あ〜る』の連載開始で中断                                         |
| 067 | 40年の決算                                            | 読切 | 学研     | SFアニメディア 1号（1985年2月1日号）                                                                | ル-8      | 2-08 | － | －                                                                 |
| 068 | アッセンブル・インサート                              | 連載 | みのり   | OUT増刊/別冊 アニパロコミックス8（1985年3月増刊号） - 10（1989年9月号）                             | ア-1      | 1-01 | 03 | －                                                                 |
| 069 | ゆうきまさみのはてしない物語                          | 連載 | 角川書店 | 月刊ニュータイプ 1985年04月号（創刊号） - 連載中                                                    | 物語      | －   | － | 漫画エッセイ                                                       |
| 070 | ルシィ外伝 悪魔の遭遇                                 | 読切 | ラポート | スティ 2号（1985年4月5日号）                                                                        | ル-3      | 2-02 | － | －                                                                 |
| 071 | 異形の器                                              | 読切 | 徳間書店 | 『ハイパー☆ゾーン』（1985年05月）                                                                   | 異-2      | －   | － | －                                                                 |
| 072 | いいことしましょ                                      | 読切 | 白泉社   | 月刊コミコミ増刊 とり・みき&中西裕スペシャル（1985年6月15日号）                                     | ア-3      | 1-03 | － | －                                                                 |
| 073 | 最後の城主                                            | 読切 | 徳間書店 | 『ハイパー☆ゾーン II』（1985年08月）                                                                | 異-3      | －   | － | －                                                                 |
| 074 | SHIGEKI ホ・シ・イ                                    | 読切 | マガハウ | 平凡パンチ 1083号（1985年11月11日号）                                                               | 未        | 未   | 未 | －                                                                 |
| 075 | 究極超人あ〜る                                        | 連載 | 小学館   | 週刊少年サンデー 1985年34号 - 1987年32号                                                            | R         | －   | 07 | 第19回星雲賞マンガ部門受賞作                                       |
| 076 | 最後のトクサツ                                        | 読切 | 徳間書店 | 『ハイパー☆ゾーン III』（1985年12月10日）                                                           | 異-4      | －   | － | －                                                                 |
| 077 | 困ったしんどろ〜む                                    | 読切 | 小学館   | 少年ビッグコミック増刊 1986年01月17日号                                                             | 異-7      | －   | － | －                                                                 |
| 078 | 鉄腕バーディー 千年の鼓動                             | 読切 | 小学館   | 週刊少年サンデー増刊 1986年02月号                                                                   | BA-1      | －   | － | 旧版『バーディー』の連載中断中に描かれた読切                       |
| 079 | 鉄腕バーディー 幻の潮騒                               | 読切 | 小学館   | 週刊少年サンデー増刊 1986年09月号                                                                   | BA-2      | －   | － | 旧版『バーディー』の連載中断中に描かれた読切                       |
| 080 | 鉄腕バーディー オールグリーン                         | 読切 | 小学館   | 週刊少年サンデー増刊 1987年02月号                                                                   | BA-3      | －   | － | 旧版『バーディー』の連載中断中に描かれた読切                       |
| 081 | なんでもない日記                                      | 読切 | ラポート | 『マジカル ルシィ』（1987年5月1日発行）                                                             | ル-1      | 2-05 | － | 単行本描き下し                                                     |
| 082 | 鉄腕バーディー【旧版 第二部】                         | 連載 | 小学館   | 週刊少年サンデー増刊 1987年12月号 - 1988年2月号                                                     | 旧B-2     | －   | 06 | 『あ〜る』終了で再開 『パトレイバー』開始で中断しそのまま未完に    |
| 083 | 機動警察パトレイバー番外編 運用マニュアル12章         | 読切 | 角川書店 | 月刊ニュータイプ 1988年05月号特別付録                                                               | 未        | 未   | 未 | 30周年記念に単独で電子書籍化                                       |
| 084 | 機動警察パトレイバー                                  | 連載 | 小学館   | 週刊少年サンデー 1988年17号 - 1994年23号                                                            | P         | －   | 08 | 第36回小学館漫画賞少年部門受賞作                                   |
| 085 | ちょっと普遍的でない マンガの描き方                   | 読切 | 角川書店 | 月刊ニュータイプ 1989年4月号付録 コミックGENKi                                                      | 異-9      | －   | － | －                                                                 |
| 086 | 裸の博士放浪記                                        | 読切 | 小学館   | 週刊少年サンデー 30周年記念増刊号（1989年04月10日号）                                               | 異-6      | －   | 09 | －                                                                 |
| ▲   | Ｚ                                                    | Ｚ   | Ｚ       | 1990年代                                                                                            | Ｚ        | Ｚ   | Ｚ | ↑ ↓                                                                |
| ▼   | タイトル                                              | 種   | 発行     | 掲載誌                                                                                              | 収        | e    | C  | 備考                                                               |
| 087 | くの一アヤメの逃走                                    | 読切 | －       | 同人誌『Vanda』2号（1991年執筆）                                                                    | 異-5      | －   | － | －                                                                 |
| 088 | Sire Line -父の血筋-                                  | 読切 | 小学館   | 週刊少年サンデー 1994年43号                                                                         | 馬A2 馬B1 | －   | － | －                                                                 |
| 089 | じゃじゃ馬グルーミン★UP!                              | 連載 | 小学館   | 週刊少年サンデー 1994年44号 - 2000年42号                                                            | 馬        | －   | 10 | －                                                                 |
| 090 | 土曜ワイド殺人事件 【第1シリーズ】                    | 連載 | 徳間書店 | 月刊少年キャプテン 1995年02月号 - 05月号                                                            | 土ワ-1    | －   | － | とり・みきとの共作                                                 |
| 091 | Sire Line2                                            | 読切 | 小学館   | 週刊少年サンデー増刊 1995年04月号                                                                   | 馬A8 馬B5 | －   | － | －                                                                 |
| 092 | 鉄腕バーディー 〜迷宮の王〜 THE KING IN THE LABYRINTH | 読切 | 小学館   | WS増刊 週刊少年サンデー超 1996年07月号                                                              | BA-4      | －   | － | 連載中止からリメイクまでの間に書かれた読切版                       |
| 093 | 土曜ワイド殺人事件 【第2シリーズ】                    | 連載 | 徳間書店 | 月刊少年キャプテン 1996年10月号 - 1997年02月号                                                      | 土ワ-2    | －   | － | とり・みきとの共作                                                 |
| 094 | 土曜ワイド殺人事件 【第3シリーズ】                    | 読切 | 徳間書店 | 『土曜ワイド殺人事件』（1998年4月25日）                                                             | 土ワ-3    | －   | － | とり・みきとの共作 単行本描き下ろし                                |
| ▲   | Ｚ                                                    | Ｚ   | Ｚ       | 2000年代                                                                                            | Ｚ        | Ｚ   | Ｚ | ↑ ↓                                                                |
| ▼   | タイトル                                              | 種   | 発行     | 掲載誌                                                                                              | 収        | e    | C  | 備考                                                               |
| 095 | ブラック・マジックKNIGHT                              | 読切 | 小学館   | 月刊サンデーGX 2000年01月号                                                                         | BA-5      | －   | － | 『鉄腕バーディー』のスピンオフ作品                                 |
| 096 | マリアナ伝説                                          | 連載 | AIC      | AICコミックLOVE vol.7（2000年10月） - vol.8                                                         | マ伝-1    | －   | － | 田丸浩史との共作 →『ドラゴンHG』                                   |
| 097 | パンゲアの娘 KUNIE                                    | 連載 | 小学館   | 週刊少年サンデー 2001年21/22号 - 2002年30号                                                         | K         | －   | 11 | －                                                                 |
| 098 | 新・土曜ワイド殺人事件                                | 連載 | 富士見   | ドラゴンHG vol.1（2001年10月） - vol.6（2002年10月）                                                | 新土-1    | －   | － | とり・みきとの共作 『土ワイ』の続編 →『月刊ドラゴンエイジ』        |
| 099 | マリアナ伝説                                          | 連載 | 富士見   | ドラゴンHG vol.1（2001年10月） - vol.6（2002年10月）                                                | マ伝-2    | －   | － | 田丸浩史との共作 ←『AICコミックLOVE』 →『月刊ドラゴンエイジ』      |
| 100 | 鉄腕バーディー【YS版】                                | 連載 | 小学館   | 週刊ヤングサンデー 2003年04/05号 - 2008年35号（休刊号）                                             | 新B-1     | －   | 12 | 同名作品のセルフリメイク →『スピリッツ』                           |
| 101 | マリアナ伝説                                          | 連載 | 富士見   | 月刊ドラゴンエイジ 2003年07月号 - 2005年06月号                                                      | マ伝-3    | －   | － | 田丸浩史との共作 ←『ドラゴンHG』                                   |
| 102 | 新・土曜ワイド殺人事件                                | 連載 | 富士見   | 月刊ドラゴンエイジ 2003年10月号・2004年01月号                                                       | 新土-2    | －   | － | とり・みきとの共作 ←『ドラゴンHG』                                 |
| 103 | 鉄腕バーディー【YS版】                                | 連載 | 小学館   | 週刊ビッグコミックスピリッツ 2008年41号 - 43号                                                      | 新B-2     | －   | － | ←『ヤングサンデー』 一段落つけて『EVOLUTION』に改題                |
| 104 | 鉄腕バーディー EVOLUTION                              | 連載 | 小学館   | 週刊ビッグコミックスピリッツ 2008年46号 - 2012年34号                                                | BE        | －   | 13 | YS版『バーディー』の続編                                           |
| ▲   | Ｚ                                                    | Ｚ   | Ｚ       | 2010年代                                                                                            | Ｚ        | Ｚ   | Ｚ | ↑ ■                                                                |
| ▼   | タイトル                                              | 種   | 発行     | 掲載誌                                                                                              | 収        | e    | C  | 備考                                                               |
| 105 | Crosslight                                            | 読切 | HEI      | 『Crosslight』（CD、2009年08月26日）                                                                | 未        | 未   | 未 | －                                                                 |
| 106 | 究極超人あ〜るEVOLUTION                               | 読切 | 小学館   | 『ゆうきまさみ年代記』（2010年12月5日）                                                             | －        | －   | 14 | 単行本描き下し                                                     |
| 107 | 鉄腕バーディー EVOLUTION〜EPILOGUE〜                  | 読切 | 小学館   | スピリッツ増刊 月刊!スピリッツ 2012年10月号                                                         | BE13      | －   | － | 『EVOLUTION』の後日譚                                              |
| 108 | 究極超人あ〜る                                        | 読切 | 小学館   | 週刊ビッグコミックスピリッツ 2012年49号                                                             | 未        | 未   | 未 | 『ヒーローズ・カムバック』収録                                     |
| 109 | 白暮のクロニクル                                      | 連載 | 小学館   | 週刊ビッグコミックスピリッツ 2013年39号 -                                                           | 白暮      | 未   | 未 | －                                                                 |
| 110 | ざ・ライバル サンダーボルト                           | 読切 | 小学館   | ビッグコミックスペリオール 2016年14号                                                               | 未        | 未   | 未 | フルカラー4p                                                       |
| 111 | でぃす×こみ                                           | 連載 | 小学館   | スピリッツ増刊 月刊!スピリッツ 不定期連載：2013年6号 - 2016年11月号、通常連載：2017年8月号 - 12月号 | でぃ      | －   | － | －                                                                 |
| 112 | 新九郎、奔る!                                         | 連載 | 小学館   | スピリッツ増刊 月刊!スピリッツ 2018年3月号 - 2019年12月号、週刊ビッグコミックスピリッツ 2020年7号 - | しん      | －   | － | 月刊スピリッツで連載が開始され、2020年より週刊スピリッツに移籍連載 |
| 113 | バネが来た SPRING HAS COME                            | 読切 | 小学館   | ビッグコミックオリジナル 2023年11号                                                                 | 未        | 未   | 未 | ビッグコミックオリジナル創刊50周年記念読み切り第1弾作品            |
| 114 | バネが来た2 小説家は嘘をつく                          | 読切 | 小学館   | ビッグコミックオリジナル 2024年7号                                                                  | 未        | 未   | 未 | 『バネが来た SPRING HAS COME』の続編                               |
| 900 | 作品一覧のデータはここまで。                          | Ｂ   | Ｂ       | 以下はソート時用の種別見出し。                                                                      | Ｂ        | Ｂ   | Ｂ | Ｂ                                                                 |
| ▲   | あ/                                                   | Ｚ   | あ/      | あ行                                                                                                | Ｚ        | Ｚ   | Ｚ | ■ ↓                                                                |
| ▲   | か/                                                   | Ｚ   | か/      | か行                                                                                                | Ｚ        | Ｚ   | Ｚ | ↑ ↓                                                                |
| ▲   | さ/                                                   | Ｚ   | さ/      | さ行                                                                                                | Ｚ        | Ｚ   | Ｚ | ↑ ↓                                                                |
| ▲   | た/                                                   | Ｚ   | た/      | た行                                                                                                | Ｚ        | Ｚ   | Ｚ | ↑ ↓                                                                |
| ▲   | な/                                                   | Ｚ   | Ｚ       | な行                                                                                                | Ｚ        | Ｚ   | Ｚ | ↑ ↓                                                                |
| ▲   | は/                                                   | Ｚ   | Ｚ       | は行                                                                                                | Ｚ        | Ｚ   | Ｚ | ↑ ↓                                                                |
| ▲   | Ｚ                                                    | Ｚ   | は/      | は行                                                                                                | Ｚ        | Ｚ   | Ｚ | ↑ ↓                                                                |
| ▲   | ま/                                                   | Ｚ   | ま/      | ま行                                                                                                | Ｚ        | Ｚ   | Ｚ | ↑ ↓                                                                |
| ▲   | や/                                                   | Ｚ   | Ｚ       | や行                                                                                                | Ｚ        | Ｚ   | Ｚ | ↑ ↓                                                                |
| ▲   | ら/                                                   | Ｚ   | Ｚ       | ら行                                                                                                | Ｚ        | Ｚ   | Ｚ | ↑ ↓                                                                |
| ▲   | Ｚ                                                    | Ｚ   | ら/      | ら行                                                                                                | Ｚ        | Ｚ   | Ｚ | ↑ ↓                                                                |
| ▲   | わ/                                                   | Ｚ   | Ｚ       | わ行                                                                                                | Ｚ        | Ｚ   | Ｚ | ↑ ■                                                                |
| ▲   | Ｚ                                                    | Ｚ   | ア/      | 不明                                                                                                | Ｚ        | Ｚ   | Ｚ | ↑ ↓                                                                |
| ▲   | Ｚ                                                    | Ｚ   | ン/      | 同人誌                                                                                              | Ｚ        | Ｚ   | Ｚ | ↑ ■                                                                |
| ▲   | Ｚ                                                    | Ｚ   | Ｚ       | 同人誌                                                                                              | Ｚ        | Ｚ   | Ｚ | ↑ ■                                                                |
| ▲   | Ｚ                                                    | 0    | Ｚ       | 連載                                                                                                | Ｚ        | Ｚ   | Ｚ | ■ ↓                                                                |
| ▲   | Ｚ                                                    | ワ   | Ｚ       | 読切                                                                                                | Ｚ        | Ｚ   | Ｚ | ↑ ■                                                                |
| ▲   | Ｚ                                                    | Ｚ   | Ｚ       | 単独単行本への収録                                                                                  | 00        | Ｚ   | Ｚ | ■ ↓                                                                |
| ▲   | Ｚ                                                    | Ｚ   | Ｚ       | 短編集への収録                                                                                      | 50        | Ｚ   | Ｚ | ↑ ↓                                                                |
| ▲   | Ｚ                                                    | Ｚ   | Ｚ       | 短編集への収録                                                                                      | Ｚ        | 0    | 00 | ■ ↓                                                                |
| ▲   | Ｚ                                                    | Ｚ   | Ｚ       | 未収録                                                                                              | ア        | 3    | 20 | ↑ ■                                                                |
| ▼   | タイトル                                              | 種   | 発行     | 掲載誌                                                                                              | 収        | e    | C  | 備考                                                               |
| ▼   | タイトル                                              | 種   | 発行     | 掲載誌                                                                                              | 収        | e    | C  | 備考                                                               |
| ▼   | タイトル                                              | 種   | 発行     | 掲載誌                                                                                              | 収        | e    | C  | 備考                                                               |
| ▼   | タイトル                                              | 種   | 発行     | 掲載誌                                                                                              | 収        | e    | C  | 備考                                                               |

## 単行本
- 書名が同じ物は【 】内の注記で区分をつけている。
- デフォルトでの表記は作品毎にまとめて初巻の発行順とし、短編集については最後にまとめた。他列でのソート後にデフォルトの順へと戻すには、最左列を利用する。
- 発行欄は発行出版社を示す。可視性のため、みのり書房を「みのり」、エンターブレインを「EB」と略記する。
- レーベル欄は発行レーベルを示す。一部のレーベルでスペシャルを「S」ワイド版を「W版」と略記する。
- 「判」欄はその書籍の判型を示す。
- 「略」欄は上記#漫画作品の収録欄で用いている略号を示す。#漫画作品を「収」列で昇順ソートしている状態であれば、クリックすることにより収録作品へと飛ぶことができる。
- 2012年10月現在。

|  | オリジナル |  | 再出版 |  | 短編集 |  | 短編集の再出版 |  | その他 | ▲ 作品検索用目次へ移動 |

|    | 書名                                            | 発行     | レーベル                             | 判   | 発行年            | 巻 | 注記 | 略   |
| -- | ----------------------------------------------- | -------- | ------------------------------------ | ---- | ----------------- | -- | --- | ---- |
| 1  | ヤマトタケルの冒険                              | みのり   | out COMICS                           | A5   | 1984年            | 1  | 『OUT』6月増刊号として発行。 ゆうき初の単行本。                                                                                                   | ヤ   |
| 2  | 究極超人あ〜る 【SSC版】                        | 小学館   | 少年サンデーコミックス               | 新書 | 1986年 - 1987年   | 9  | | R    |
| 3  | 究極超人あ〜る 【ワイド版】                     | 小学館   | 少年サンデーコミックスW版            | 四六 | 1991年 - 1992年   | 4  | ワイド版での新装版。 | R    |
| 4  | 究極超人あ〜る 【文庫版】                       | 小学館   | 小学館文庫                           | 文庫 | 1998年            | 5  | 文庫での新装版。 | R    |
| 5  | 究極超人あ〜る 【BSCS版 完全版】                | 小学館   | ビッグスピリッツコミックススペシャル | B6   | 2018年            | 10 | 1～5巻は完全版BOX1、6～10巻は完全版BOX2としてセットで発売。ファンブック『春高光画部 部誌』やラバーストラップが付属。2色・フルカラーページを再現。 | R    |
| 6  | 究極超人あ〜る 【BSCS版 通常版】                | 小学館   | ビッグスピリッツコミックススペシャル | B6   | 2018年            | 10 | 完全版BOX仕様の単品販売版。2色・フルカラーページを再現。                                                                                          | R    |
| 7  | 機動警察パトレイバー 【SSC版】                  | 小学館   | 少年サンデーコミックス               | 新書 | 1988年 - 1994年   | 22 | | P    |
| 8  | 機動警察パトレイバー 【ワイド版】               | 小学館   | 少年サンデーコミックスW版            | 四六 | 1995年 - 1997年   | 11 | ワイド版での新装版。 | P    |
| 9  | 機動警察パトレイバー 【文庫版】                 | 小学館   | 小学館文庫                           | 文庫 | 2000年            | 11 | 文庫での新装版。 | P    |
| 10 | 機動警察パトレイバー 【愛蔵版】                 | 小学館   | 少年サンデーコミックススペシャル     | A5   | 2019年 - 2021年   | 16 | ボックス仕様の愛蔵版。カラー原稿と扉絵を再現。 | P    |
| 11 | じゃじゃ馬グルーミン★UP! 【SSC版】              | 小学館   | 少年サンデーコミックス               | 新書 | 1995年 - 2000年   | 26 | | 馬A  |
| 12 | じゃじゃ馬グルーミン★UP! 【文庫版】             | 小学館   | 小学館文庫                           | 文庫 | 2003年 - 2004年   | 14 | 文庫での新装版。 | 馬B  |
| 13 | 鉄腕バーディー 【旧版】                         | 小学館   | 少年サンデーブックスS                | A5   | 1996年            | 1  | 旧版『バーディー』の本編を収録。 | 旧B  |
| 14 | ゆうきまさみのはてしない物語 【A5版】           | 角川書店 | ニュータイプ100%コミックス           | A5   | 1997年            | 1  | | 物語 |
| 15 | ゆうきまさみのはてしない物語 【文庫版】         | 角川書店 | 角川スニーカー文庫                   | 文庫 | 2003年            | 2  | 文庫版での再出版。天の巻と地の巻の2巻。 地の巻には若干の追加収録がある。                                                                          | 物語 |
| 16 | ゆうきまさみのもっとはてしない物語              | 角川書店 | －                                   | A5   | 2008年            | 1  | A5版『はてしない物語』の続刊。 | 物語 |
| 17 | 土曜ワイド殺人事件 【徳間版】                   | 徳間書店 | 少年キャプテンコミックスS            | B6   | 1998年            | 1  | とり・みきとの共著。 | 土ワ |
| 18 | 土曜ワイド殺人事件 【角川版】                   | 角川書店 | ドラゴンコミックス                   | A5   | 2004年            | 1  | A5判での新装版。 | 土ワ |
| 19 | 新・土曜ワイド殺人事件                          | 角川書店 | ドラゴンコミックス                   | A5   | 2004年            | 1  | とり・みきとの共著。 『土曜ワイド殺人事件』の続刊。                                                                                               | 新土 |
| 20 | マリアナ伝説                                    | 角川書店 | ドラゴンコミックス                   | A5   | 2003年 - 2005年   | 3  | 田丸浩史との共著。 | マ伝 |
| 21 | マリアナ伝説DEEP                                | EB       | マジキューコミックス                 | A5   | 2010年            | 2  | 田丸浩史との共著。『マリアナ伝説』の新装版。 | マ伝 |
| 22 | パンゲアの娘 KUNIE                              | 小学館   | 少年サンデーコミックス               | 新書 | 2001年 - 2002年   | 5  | | K    |
| 23 | 鉄腕バーディー 【YS版】                         | 小学館   | ヤングサンデーコミックス             | B6   | 2003年 - 2008年   | 20 | YS版『バーディー』を収録。 | 新B  |
| 24 | 鉄腕バーディー EVOLUTION                        | 小学館   | ビッグコミックス                     | B6   | 2009年 - 2012年   | 13 | | BE   |
| 25 | ぱろでぃわぁるど                                | みのり   | out COMICS                           | A5   | 1985年            | 1  | 『OUT』10月増刊号として発行。 『月刊OUT』および増刊掲載作を収録。                                                                                 | ぱ   |
| 26 | マジカルルシィ ゆうきまさみ初期作品集 【A5版】  | ラポート | ラポートデラックス                   | A5   | 1987年            | 1  | ラポートでの掲載作を中心に収録した短編集。 | ル   |
| 27 | マジカルルシィ ゆうきまさみ初期作品集 【B6版】  | ラポート | ラポートコミックス                   | B6   | 1995年            | 1  | B6判での再出版。 「アニメックステーション」傑作選を追加収録。                                                                                     | ル   |
| 28 | アッセンブル・インサート                        | みのり   | out COMICS                           | A5   | 1989年            | 1  | 『アニパロコミックス』掲載作を主に収録。 | ア   |
| 29 | となりの異邦人（エイリアン） ゆうきまさみ短編集 | 小学館   | 少年サンデーコミックス               | 新書 | 1994年            | 1  | 1984年から1989年の短編を収録。 執筆当時の思い出話を綴ったコラムも収録。                                                                           | 異   |
| 30 | 鉄腕バーディー ARCHIVE                          | 小学館   | ヤングサンデーコミックスS            | B5   | 2008年            | 1  | アニメ化に合わせて発売されたガイドブック。 読切版『バーディー』を収録。                                                                           | BA   |
| 29 | ゆうきまさみ初期作品集 early days               | 角川書店 | 角川コミックス                       | B6   | 2008年            | 2  | みのりとラポート刊の4冊を2巻にまとめて再出版。 | －   |
| 31 | ゆうきまさみ年代記                              | 小学館   | 少年サンデーコミックスS              | A5   | 2010年            | 1  | 画業30周年記念の自選傑作集。対談等も収録。 | －   |
| 32 | 白暮のクロニクル                                | 小学館   | ビッグコミックス                     | B6   | 2014年 - - 2017年 | 9  | | 白暮 |
| 33 | でぃす×こみ                                     | 小学館   | ビッグコミックス                     | B6   | 2015年 - 2018年   | 3  | | でぃ |
| 34 | 新九郎、奔る!                                   | 小学館   | ビッグコミックスS                    | B6   | 2018年 -          | 18 | | しん |

▲ 作品検索用目次へ移動

## 凡例

### N欄
通し番号。他欄でのソート結果をデフォルトの発表順へと戻すのに使用。また見出し行に記載されている▲をクリックすると作品検索用目次へと戻る。
発表順は原則として掲載媒体の発行月で判断。同人誌や発行が同月などの理由で順序が判断できなかった作品については「ゆうきまさみ作品リスト」の掲載順に従った。
▲ 作品検索用目次へ戻る
タイトル欄
作品タイトル。ソート順は五十音順。ただし「新・土曜ワイド殺人事件」のみはシリーズ作品をまとめるため、「とようわいとさつしんしけん2」としてソートする。
▲ 作品検索用目次へ戻る

### 種欄
作品を以下の形で分類。ソート順も以下の通り。
| 表中表記 | 説明     | 数  |
| 連載     | 連載     | 26  |
| 読切     | 読み切り | 80  |
| 総計     | 総計     | 106 |

ただし掲載誌移籍などにより、以下の作品が重複している。#xxxは#N欄の通し番号。重複のあるものは唯一の読切である#094を除き全て連載。
- ヤマトタケルの冒険：#036,039,057
- 鉄腕バーディー
  - オリジナル版：#066,082
  - YS版：#100,103
- 土曜ワイド殺人事件：#090,093,094
  - 新・土曜ワイド殺人事件：#098,102
- マリアナ伝説：#096,099,101

▲ 作品検索用目次へ戻る

### 発行欄
作品が掲載された雑誌・書籍などの発行出版社。ソート結果は五十音順。可視性のため、一部出版社については下記の形で略記する。
- 朝日ソノラマ → 朝ソノ
- 学習研究社 → 学研
- 富士見書房 → 富士見
- ふゅーじょんぷろだくと → ふゅぷろ
- マガジンハウス → マガハウ
- みのり書房 → みのり
- ハッチ・エンタテインメント → HEI（レコード会社）

▲ 作品検索用目次へ戻る

### 掲載誌欄
作品の初掲載媒体および掲載時期・期間を記載。掲載媒体が雑誌以外の場合は、掲載媒体名を『』で括り記載。また発行時期が分かり難い号表記の雑誌や書籍については、判明している限りで（ ）内に発行日または執筆年月を記載。
ソート順は五十音順とし、同名の場合はさらに発行（開始）順で指定。ただし以下の例外がある。
- 同人誌作品については末尾にまとめた。
- 系列誌等をまとめるため、一部の雑誌では接頭部分を除く等、便宜的なよみでソート順を指定している。
  - 「週刊」・「月刊」などの刊行頻度は無視する。
    - 例：『週刊少年サンデー』は「しようねんさんてえ」としてソート。

  - 「増刊」「別冊」は本誌の次にソートする。
    - 『月刊OUT』の増刊および別冊として発行されていた『アニパロコミック』は「あうとあにはろこみつくす」としてソート。
    - 『週刊少年サンデー』およびその増刊は、「本誌→臨時増刊→実質的に独立月刊誌として発行されていた増刊」の順を大枠とした。

▲ 作品検索用目次へ戻る

### 収録欄
「収」・「e」・「C」欄はいずれも単行本への収録状況を示す。『ゆうきまさみ初期作品集 early days』への収録状況は「e」欄・
『ゆうきまさみ年代記』は「C」欄・その他の単行本への収録状況は「収」欄を用い、収録単行本を示す「略号」・収録巻数「x」・各巻内での収録順「y」を組み合わせた形で収録状況を示す（x,yは共に数字）。各単行本の略号対応は#単行本一覧を参照。「未」は単行本未収録作品を、「－」は該当列では未収録だが他列で扱う単行本には収録されていることを示す。
- 略号
- 各単行本の略号対応は#単行本一覧を参照。
- 未：単行本未収録作品、－ ：該当列では未収録だが他列で扱う単行本には収録されている作品
- 各列の記載方法
  - 「収」欄
    - 略号(x)(-y)：( )内は必要に応じて付記。

  - 「e」欄
    - x-y

  - 「C」欄
    - y

▲ 作品検索用目次へ戻る

### 備考欄
受賞歴・共作者・雑誌の移籍などの特記事項がある場合に記載。雑誌の移籍については「← 移籍元」および「→ 移籍先」の形で略記する。
▲ 作品検索用目次へ戻る

## 書誌情報
短編集の物を主として記載。独立記事のある作品のものについては各作品記事を参照。
- みのり書房〈out COMICS〉、A5判
  - 『ヤマトタケルの冒険』昭和59年6月5日発行（月刊OUT6月増刊、第8巻第8号、通巻128号）
  - 『ぱろでぃわあぁるど』昭和60年10月5日発行（月刊OUT10月増刊、第9巻第17号、通巻157号）
  - 『ゆうきまさみ作品集 アッセンブル・インサート』平成元年9月15日第1刷発行
- ラポート
  - 『ゆうきまさみ初期作品集 マジカル ルシィ』〈ラポートデラックス〉昭和62年5月1日初版発行、A5判
  - 『ゆうきまさみ初期作品集 マジカル ルシィ』〈ラポートコミックス〉1995年10月25日初版発行、ISBN 4-89799-180-3、B6判
- 小学館
  - 『ゆうきまさみ短編集 となりの異邦人』〈少年サンデーコミックス〉1994年10月15日初版第1刷発行、ISBN 4-09-123316-3、新書判
  - 『ゆうきまさみ年代記』〈少年サンデーコミックススペシャル〉2010年12月5日初版第1刷発行、ISBN 978-4-09-122710-2、A5判
- 角川書店
  - 『ゆうきまさみのはてしない物語』〈ニュータイプ100%コミックス〉1997年2月24日初版発行、ISBN 4-04-852762-2、A5判
  - 『ゆうきまさみのもっとはてしない物語』2008年7月25日初版発行、ISBN 978-4-04-854206-7、A5判
- 『ゆうきまさみ初期作品集 early days』角川書店〈角川コミックス〉、B6判
  1. 2008年8月5日初版発行、ISBN 978-4-04-854239-5
  2. 2008年8月5日初版発行、ISBN 978-4-04-854240-1